# Complejo deportivo de Salinas
El Complejo deportivo de Salinas (en inglés: Salinas Sports Complex) es un complejo deportivo ubicado en Salinas, California, al oeste de los Estados Unidos en la llamada costa central. La parte principal del complejo es un estadio de 17.000 asientos adecuados para el rodeo, el sóftbol, el fútbol, el fútbol americano y el rugby.
Sus espacios han sido la sede del evento  «California Rodeo Salinas» desde 1911. La estructura del estadio de madera original fue construida en 1924 y reemplazada en 1996.